# Kanton La Roche-sur-Yon-Nord
Kanton La Roche-sur-Yon-Nord (fr. Canton de La Roche-sur-Yon-Nord) je francouzský kanton v departementu Vendée v regionu Pays de la Loire. Tvoří ho tři obce.

## Obce kantonu
- La Roche-sur-Yon (severní část)
- Mouilleron-le-Captif
- Venansault